# Hystatoderes weissi
Hystatoderes weissi là một loài bọ cánh cứng trong họ Cerambycidae.